# Mars 1842

## Événements
- Nuit du 9 au 10 mars : la flèche de l'église de Conches dans l'Eure s'écroule lors d'une tempête.

- 19 mars : création au Théâtre de l’Odéon des Ressources de Quinola, une pièce d'Honoré de Balzac.

- 23 mars : mort d'Henri Beyle, alias Stendhal, frappé d'apoplexie la veille dans la rue.

## Naissances
- 1er mars :
  - Wilhelm Jordan (mort en 1899), géodésiste allemand.
  - Nikolaos Gysis, peintre grec († 4 janvier 1901).
- 13 mars : Joseph Boussinesq (mort en 1929), hydraulicien et mathématicien français.
- 17 mars : Rosina Heikel, médecin et féministe finlandaise († 13 décembre 1929).
- 18 mars : Stéphane Mallarmé, poète français.

## Décès
- 15 mars : Luigi Cherubini, compositeur italien (° 1760)
- 19 mars : Pierre Révoil, peintre français (° 12 juin 1776).
- 23 mars : Stendhal (Marie-Henri Beyle, dit), romancier français (° 1783)
- 30 mars : Élisabeth Vigée-Lebrun, peintre français (° 16 avril 1755).